# Michael Hartenbeck den äldre
Michael Hartenbeck den äldre, född 1618 i Västerås församling, död 1650, var domkyrkoorganist i Uppsala församling 1639–1642 och i Västerås församling 1644–1650.

## Biografi
Michael Hartenbeck föddes 1618 i Västerås församling. Han var son till domkyrkoorganisten Hans Hartenbeck den äldre i Västerås. Hartenbeck var 1639–1640 elev till organist Peter Hasse den äldre vid S.t Mariakyrkan i Lübeck. Han blev 22 april 1639 domkyrkoorganist i Uppsala församling och skrev in sig samma år vid Västmanlands-Dala nation, Uppsala universitet. Under tiden i Uppsala hade han även privilegium som spelman. 1642 slutade han som domkyrkoorganist och blev 1 mars 1642 organist i Sankt Olofs församling i Norrköping. Han stannade där till 1644 och blev samma år domkyrkoorganist i Västerås församling. Hartenbeck avled 1650.

### Familj
Hartenbeck gifte sig 1644 med Margareta Larsdotter. De fick tillsammans barnen Michael Hartenbeck den yngre (född 1646), Catarina (född 1647) och Hans (född 1649).